# 卡尔斯鲁厄/巴登-巴登机场
卡尔斯鲁厄/巴登-巴登机场（德語：Flughafen Karlsruhe/Baden-Baden）是德国巴登-符腾堡州的第二大商用飛机场，位于拉施塔特西南部近法国边境的巴登航空内，北距卡尔斯鲁厄40公里，东距巴登-巴登12公里。该址曾于1953年至1993年被加拿大军队用作军用机场，并因其靠近赖因明斯特尔的雪林根地区而被命名为加拿大軍隊巴登-雪林根基地（。该机场目前也是爱尔兰廉价航空公司瑞安航空的基地之一。
自2008年以来，机场被定位为“国际商用机场”（internationaler Verkehrsflughafen），这是由德国机场协会制定的一种类别，但不具备法律效用。机场当局则继续将其归类为“区域机场”（Regionalflughafen），这意味着航空管制员无需通过德国空中交通管制局监管。

## 历史

### 军用时期
该机场是北大西洋公约组织在冷战期间作为欧洲防务规划的一部分，自1951年起建设为法国空军基地。在最后完工前，它已决定移交加拿大皇家空军使用，以替代后者原计划在普费德斯菲尔德建设的空军基地，并取名为巴登-雪林根机场。加拿大皇家空军自1953年起在此驻扎了62架F-86佩刀战斗机，1955年又补充了部分CF-100加人拦截机。至1962年底，驻扎机型已全数替换为兼备侦查和携带核武器能力的超音速战斗轰炸机——F-104星式战斗机。
1968年，受到加拿大军队重新调整分类影响，机场被重命名为加拿大军队巴登-雪林根基地（Canadian Forces Base Baden-Soellingen），并自1970年起除空军部队外还驻扎有一个机械化步兵营。在1984只1986年间，增购了双发多用途战机——F/A-18大黄蜂战斗攻击机。1989年柏林墙的倒塌减少了加拿大军队在欧洲的防务责任，并最终导致后者在1993年12月31日关闭了巴登-雪林根基地。

### 民用时期
来自卡尔斯鲁厄地区的私人财团于1994年11月在机场原址成立了巴登航空有限公司（Baden Airpark GmbH），并在1996年更名为巴登航空股份公司（Baden Airpark AG）。原小型的巴登-巴登奥斯机场业务自1997年起搬迁至巴登航空。同年，西班牙航空开始利用该机场执飞包机航线，提供前往马略卡岛帕尔马机场的航班。1998年9月，十字航空在该机场开设了首个定期航线飞往瑞士巴塞尔。1999年5月和11月，机场分别創下开航以来和当年第100,000名旅客。2000年，卡尔斯鲁厄福希海姆机场关闭，其作为卡尔斯鲁厄地区通用航空机场的功能如今由巴登航空接管。由于受到母公司FlowTex的衰败影响，巴登航空股份公司于2000年6月申请破产保护。斯图加特机场随后接管了其大部分股权，并在2001年1月1日成立了新的巴登航空有限公司，负责卡尔斯鲁厄/巴登-巴登机场的运营管理工作。
2011年10月，廉价航空公司瑞安航空宣布，在卡尔斯鲁厄/巴登-巴登机场设立其在德国的第四座基地，并在当地首先部署2架波音737-800客机。

## 运营
巴登航空有限公司的注册资本为2500万欧元，母公司斯图加特机场拥有其66.6%的股权，当中斯图加特市占35%、巴登-符腾堡州占65%。公司其余的三分之一股权中，由此命名的卡尔斯鲁厄市和巴登-巴登市分别占43.9%和15.61%，拉施塔特县和卡尔斯鲁厄县各占12.68%，许格尔斯海姆镇和赖因明斯特尔镇各占4.88%，比爾市和莱瑙市则分别占4.15%和1.22%。

## 发展

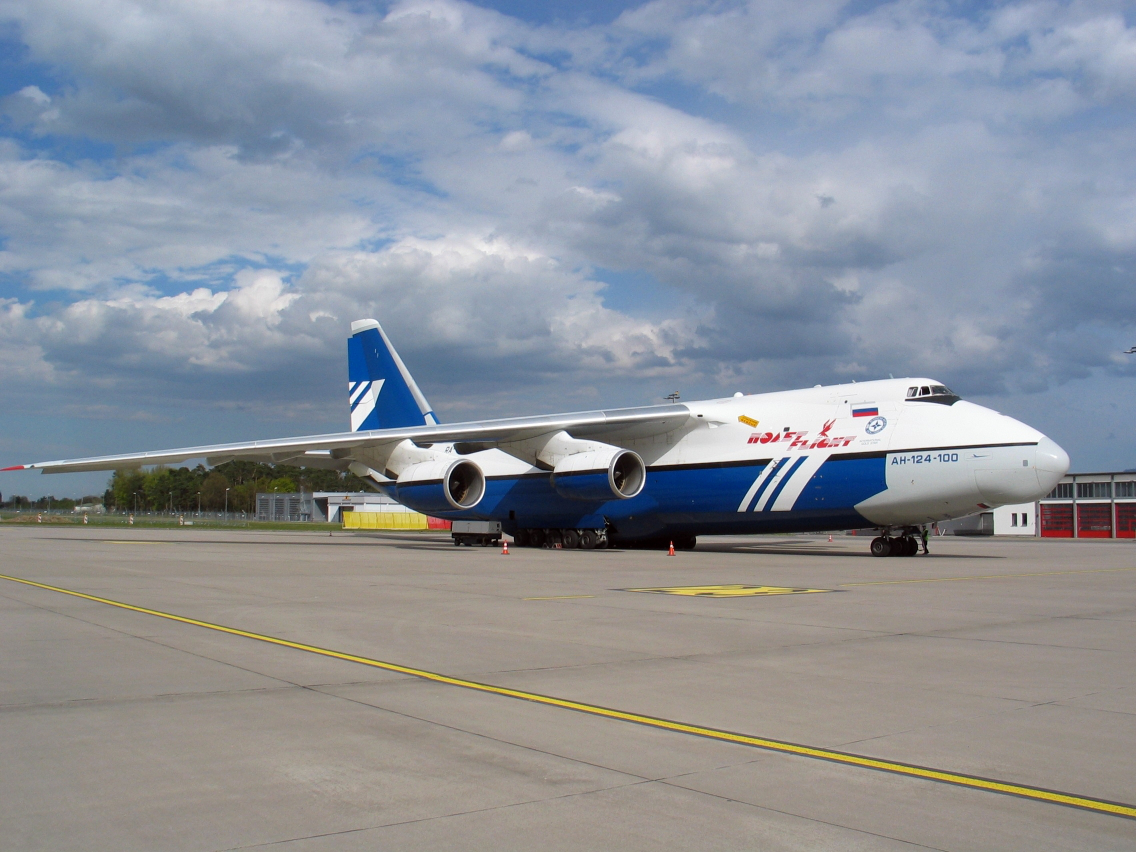
安-225运输机在2号停机坪

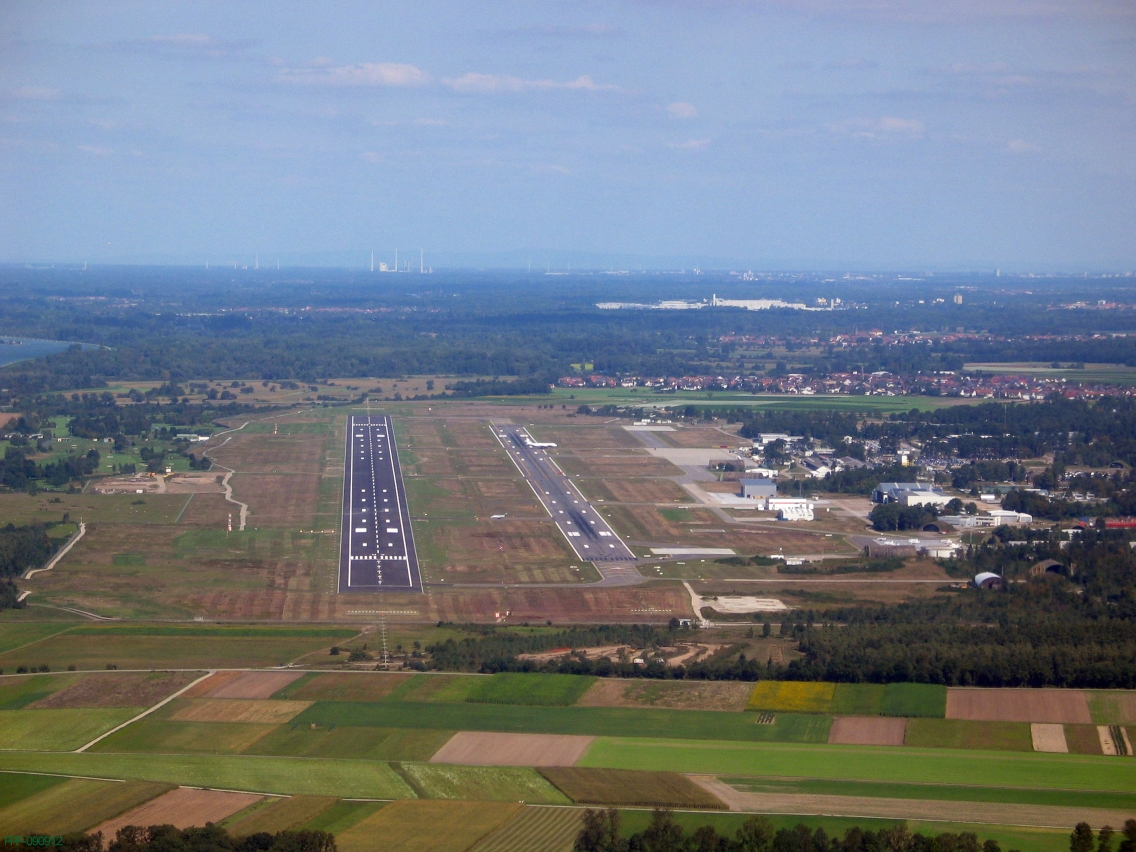
经过翻新的03端跑道（2009年）

卡尔斯鲁厄/巴登-巴登机场的知名度随着瑞安航空自2003年起设立的定期航线而不断提高。年发送旅客量从2001年的188,835人次持续攀升至2008年的1,151,853人次，仅在2009年回落为1,101,733人次。2010年增长至1,192,894人次后，2011年再度回落为1,126,629人次。2012年的旅客发送量接近130万人次，創历史新高。
机场在2012年的飞机起降量为42,269架次，较2011年的45,298架次有所下降。
在巴登-符腾堡州的三座商用机场中，卡尔斯鲁厄/巴登-巴登机场的整体规模次于斯图加特机场、优于腓特烈港机场而位居第二。从全国范围内计，卡尔斯鲁厄/巴登-巴登机场在所有商用机场中排名第17位。（参见：德国商用机场列表）
2008年，卡尔斯鲁厄/巴登-巴登机场的航空货物及邮件装卸量为2,800吨，仅占机场航空运输量较小的比重。2009年，随着货运部门的间歇，仅有891吨的货物经该机场处理，比上年下降三分之二。2010年，下降趋势持续，货物处理量仅为728吨，但与2006年（541吨）和2005年（84吨）相比，该年度的数据仍属良好。
为了将卡尔斯鲁厄/巴登-巴登机场的仪表着陆系统等级从第一類儀器降落系統（CAT Ⅰ）提升至第三類儀器降落系統（CAT Ⅲ），其起降跑道自2008年3月至2009年9月进行了全面翻新重建，并安装了为适配CAT III所需的标志和灯光系统。作为翻新的第一步，G滑行道被扩建用作临时起降跑道，并自2009年4月起替代主跑道。2009年9月主跑道重建工程完成后，临时起降跑道再度复建为G滑行道。
下一阶段的发展计划是对航站楼进行扩建并整合为一个全新的旅客平台。
在2011年财政年度中，巴登航空有限公司共創下380万欧元的亏损。

## 设施

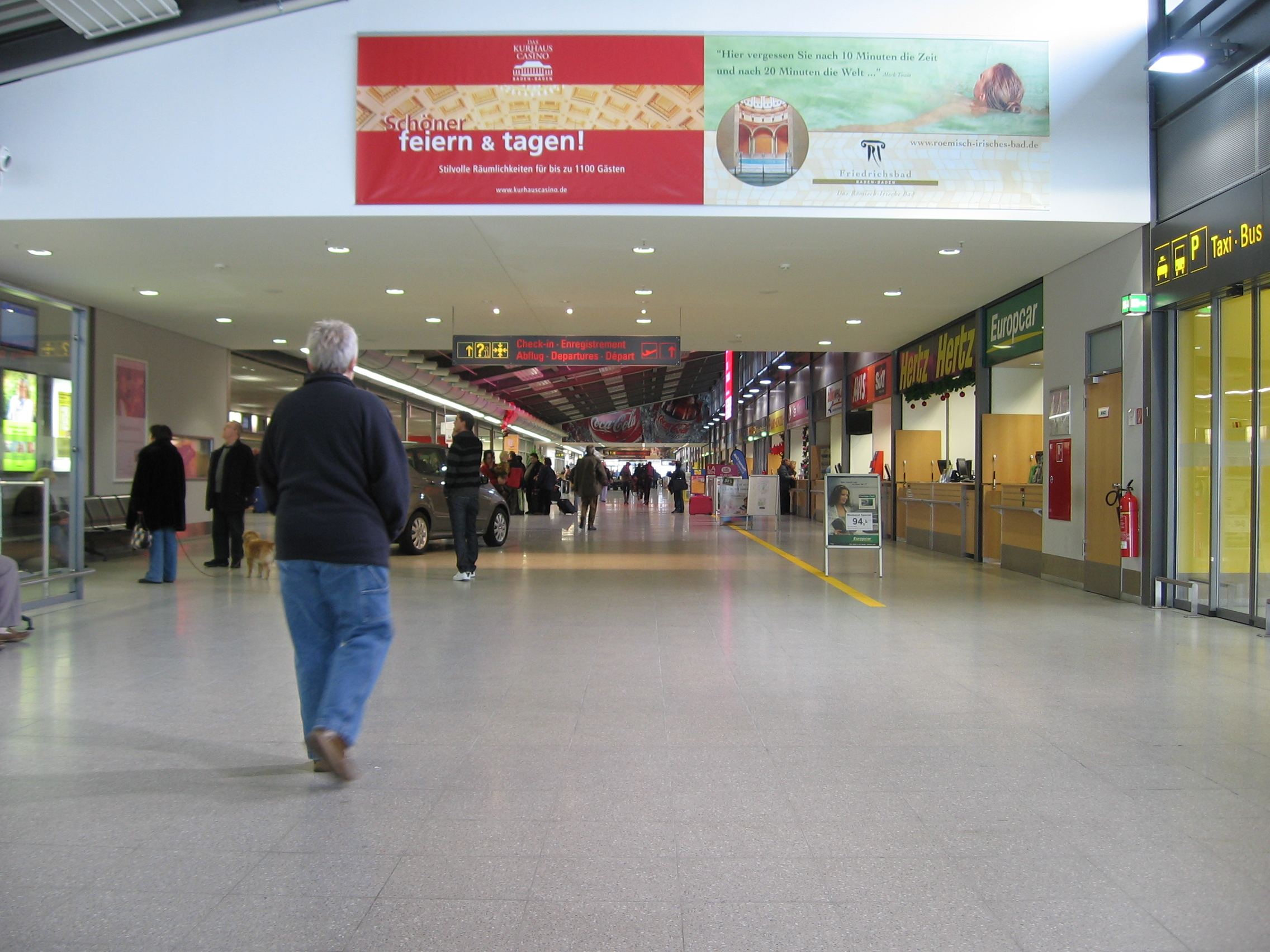
机场航站楼内景

卡尔斯鲁厄/巴登-巴登机场设有1条长3000米，宽45米的起降跑道，其中03端由南方进近，21端由北方进近。21端可满足第三B類儀器降落系統（CAT ⅢB）要求。
现有航站楼于2005年落成，年处理能力为150万人次，其可根据实际需求向两侧扩展。旅客可在同一座航站楼内完成所有手续，内部共设有20个值机柜台及8个登机闸口。其中3个登机口为非申根区航班而设，4个登机口为申根区航班而设，另一个登机口可以选择性的用作申根区或非申根区航班。到达区的旅客可在3个行李转盘中认领托运行李。此外，在航站楼中还设有汽车租赁公司和旅行社柜台；在公共区和非公共区（需通过安检）均设有小餐馆。在非公共区一侧还建有一个啤酒花园和一个儿童游乐场。与航站楼北端相邻的是一个已建成的观景台，可供旅客纵览飞行区内的各项活动。
带有飞行学校、餐厅和小型飞机停机坪的私人飞行中心位于航站楼南部分离出来的区域。

## 航点
柏林航空、瑞安航空和天际航空均在卡尔斯鲁厄/巴登-巴登机场提供定期航班飞往德国国内及欧洲目的地。包括汉堡、柏林-泰格尔、伦敦-斯坦斯特德、斯德哥爾摩－斯卡夫司塔、塞萨洛尼基、巴里、卡利亚里、罗马-钱皮诺、特拉帕尼、马略卡、赫罗纳、阿利坎特、马拉加、法鲁机场、波尔图、古尔代盖、特内里费南部、大加那利和兰萨罗特。
另有一些包机航班前往包括欧洲、土耳其和北非的度假胜地，它们主要由日耳曼尼亚航空、汉堡航空、太阳快运航空、途易飞和天空航空提供。
作为财政紧缩措施的一部分，柏林航空取消了在2009年中期建立的卡尔斯鲁厄-维也纳航线。在2012/13年度的冬季时刻表中，柏林航空又取消了往返汉堡的航线。事实上机场已很难提供更多固定的航线，因在2012/13年的冬季时刻表中，OLT德国快运航空在机场驻扎了一架福克100，提供每周12班往返汉堡和每日1班往返维也纳的航班。然而OLT德国快运航空由于经济原因在2013年1月底申请破产保护，受此影响而中断的航班将由天际航空接管运作直至2013年4月9日。

## 地面交通
由当地公共巴士提供的线路可由机场通往巴登-巴登火车站及拉施塔特火车站。此外还设有定期长途巴士服务前往奥芬堡、弗赖堡、斯特拉斯堡、曼海姆、海德堡及法兰克福-哈恩机场。
在卡尔斯鲁厄市的2015年总体规划中，有一项由拉施塔特县主导的前往机场的轨道公共交通连接方案。通过该方案的可提供由巴登-巴登或拉施塔特往返机场的专项穿梭班次。
卡尔斯鲁厄市的2015年总体规划还包括在巴登航空设立高速公路出口，它将被建于德国5号高速公路巴登-巴登出口和比尔出口之间，由项目发起者拉施塔特县命名。然而该项目的环评工作仍在进行中。

## 特殊事件
- 2003年6月24日，法国航空的一架协和飞机在卡尔斯鲁厄/巴登-巴登机场完成最后着陆。这架注册号为F-BVFB的超音速客机随即在机场被拆解，并自那时起存放于辛斯海姆汽车与技术博物馆（德语：Auto- und Technikmuseum Sinsheim）展示。
- 2007年11月19日，当时全球体积最大的飞机——安-225运输机降落在卡尔斯鲁厄/巴登-巴登机场。
- 由于拥有较长的起降跑道、较低的交通密度以及良好的技术设备，使得卡尔斯鲁厄/巴登-巴登机场可以作为临时飞行训练场地，为麦道MD-11、波音747和空中客车A380等机型的飞行员培训提供实操场地。2010年5月31日及6月4日，汉莎航空在此完成了其首架A380——当时全球体积最大的客机的飞行员训练飞行，并吸引了数千名群众围观[15]。

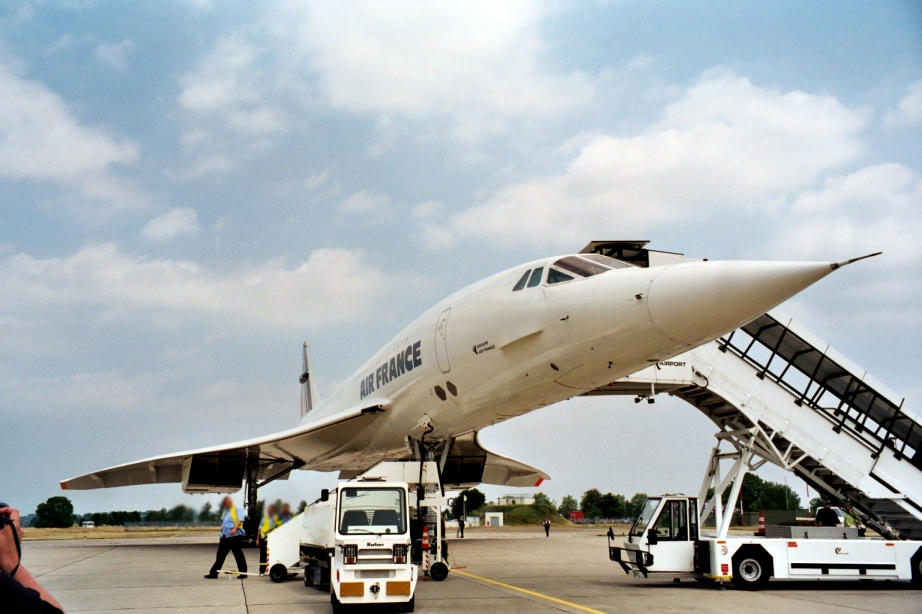
2003年6月停靠在1号停机坪的法国航空协和飞机
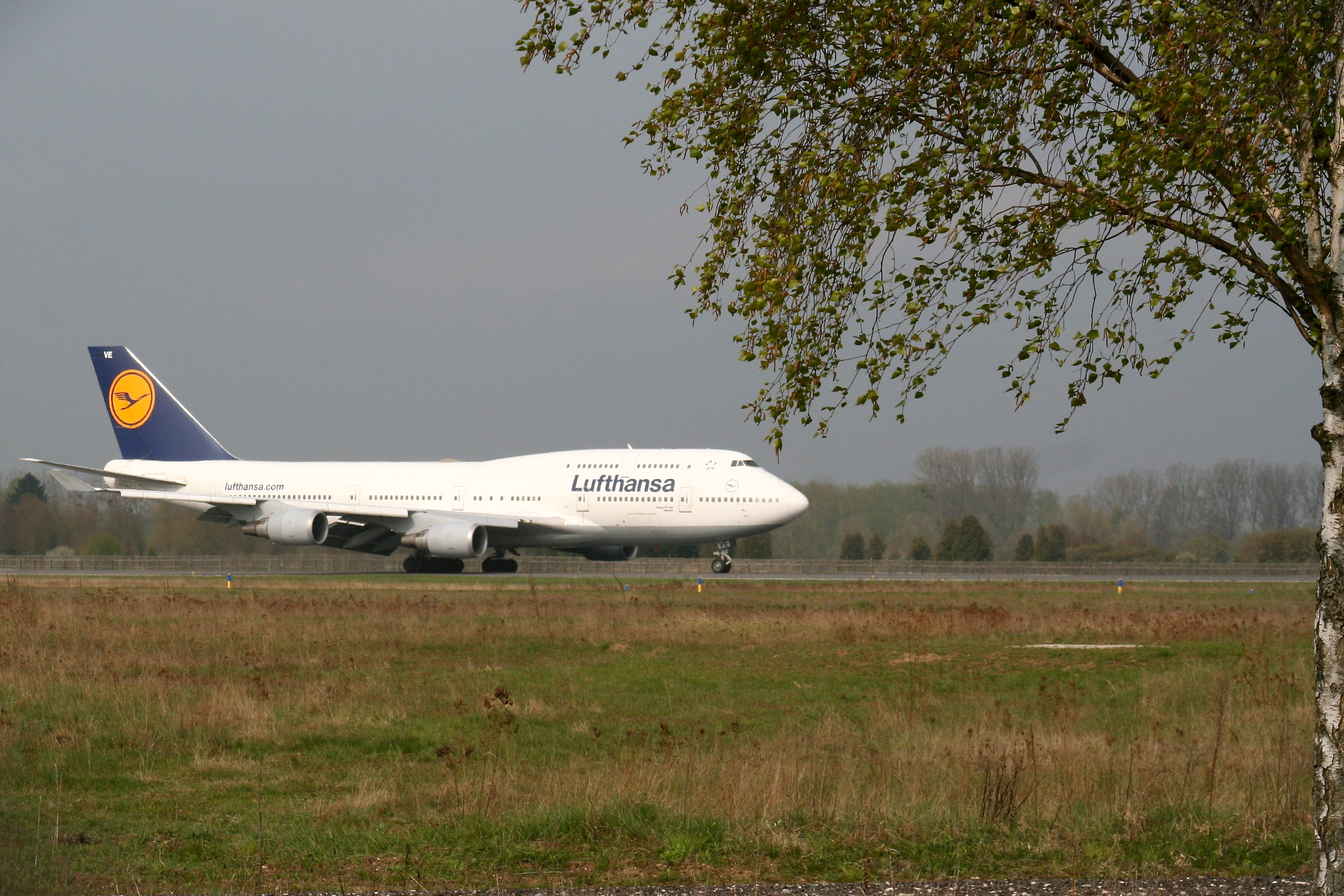
正进行飞行训练的汉莎航空波音747
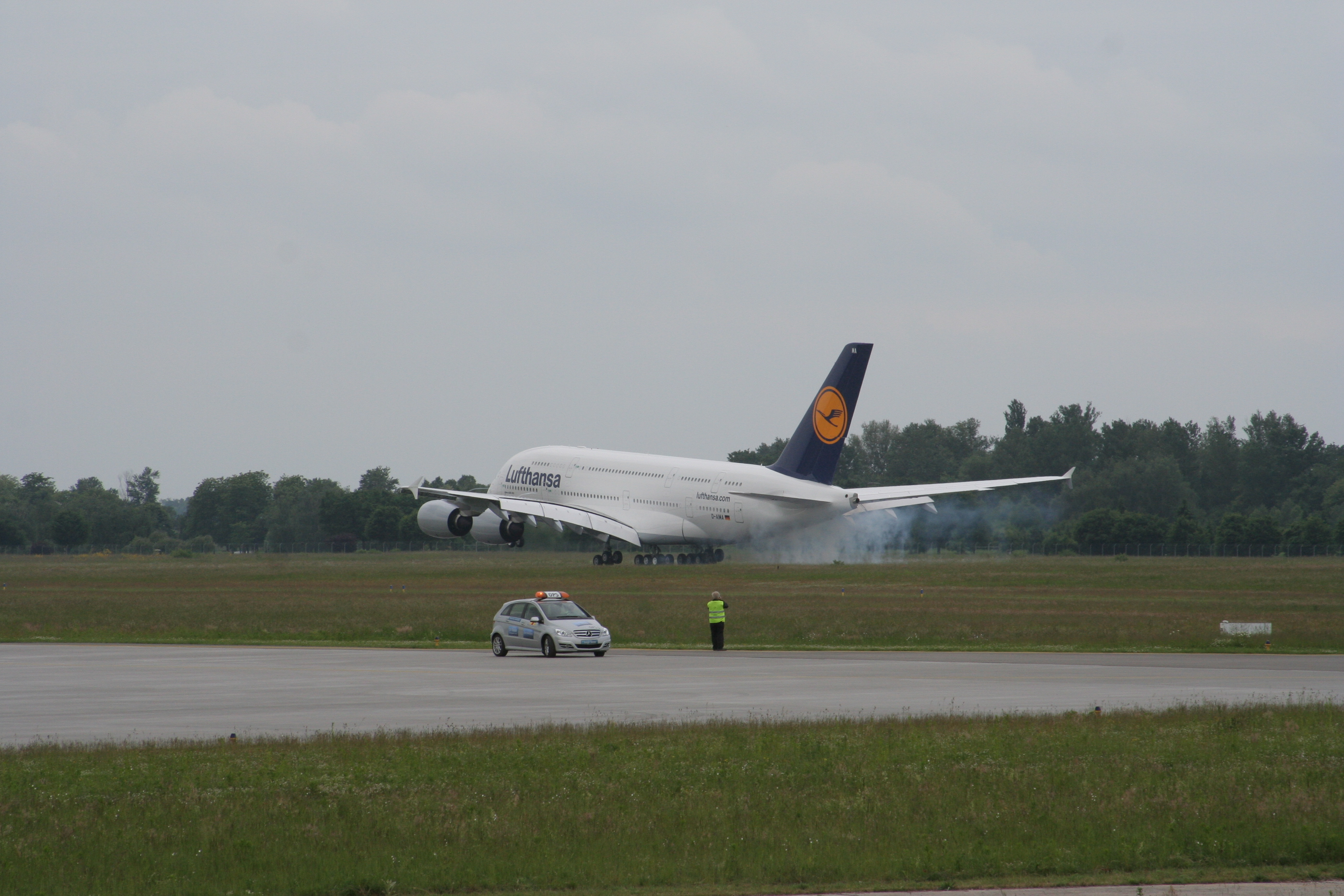
于2010年5月进行首次飞行训练的汉莎航空空中客车A380